# Enrico Verde
Enrico Verde (Fresonara, 18 marzo 1892 – Bosco Marengo, 9 agosto 1949) è stato un ciclista su strada italiano.
La sua carriera ciclistica professionistica fu breve e priva di vittorie, conta tuttavia alcuni buoni piazzamenti come il secondo posto al Giro di Lombardia, quando venne battuto nella volata finale da Carlo Oriani, ed il quarto posto nel Giro dell'Emilia, entrambi nel 1912. Anche suo fratello Romolo fu un ciclista di inizio secolo.

## Palmarès
- 1910 (amatori)
- Campionati italiani, Prova in linea amatori

## Piazzamenti

### Classiche monumento
- Milano-Sanremo

1912: 25º
1912: 20º
- Giro di Lombardia

1911: 26º
1912: 2º